# Antonio Monselesan
Antonio Monselesan, connu également sous le pseudonyme Tony Norton, est un acteur, cascadeur, réalisateur, scénariste, metteur en scène et entraîneur de boxe italien né a Tripoli le 2 août 1941 et mort à Lucques le 25 février 2015.

## Biographie
Antonio Monselesan est né en Libye d'un père vénitien et d'une mère apulienne. Après la Deuxième Guerre mondiale, il rentre en Italie, à Borgo a Mozzano en Toscane.
Il déménage alors à Rome, où il fait des combats de boxe. On lui propose des petits rôles au début des années 1960.
En 1968, il se voit confier un rôle important pour la première fois, dans Roses rouges pour le Führer. Il jouera également en Espagne. On notera aussi ses apparitions dans quatre films avec Bud Spencer et Terence Hill entre 1962 et 1972, parmi lesquels On l'appelle Trinita (1970), il interprète le rôle de Bounty Killer, et On continue à l'appeler Trinita (1971), dans le rôle de Wild Cat Hendricks, célèbre pour la scène où à la fin d'une partie de poker il se fait gifler plusieurs fois par Terence Hill.
En 1973, il fonde une société avec Mario Gariazzo, Norma film.
Après sa carrière au cinéma, qui s'achève à la fin des années 1970, il revient à la boxe, d'abord en Espagne, où il entraîne des boxeurs professionnels pendant une vingtaine d'années, puis à partir de 2005 à Lucques où il entraîne aux côtés de son fils jusqu'à sa mort.

## Filmographie

### Comme acteur
- 1960 : La strada dei giganti
- 1961 : Le Colosse de Rhodes, de Sergio Leone
- 1961 : Barabbas, de Richard Fleischer
- 1962 : Maciste contre les géants (Maciste il gladiatore più forte del mondo), de Michele Lupo
- 1963 : Le Retour des Titans, de Michele Lupo
- 1963 : Kali Yug, la dea della vendetta
- 1963 : Il mistero del tempio indiano
- 1964 : Gli schiavi più forti del mondo
- 1965 : Sette contro tutti, de Michele Lupo
- 1965 : Erik, le Viking, de Mario Caiano
- 1965 : La Vengeance de Spartacus (La vendetta di Spartacus), de Michele Lupo
- 1965 : Colorado Charlie
- 1966 : L'Armée Brancaleone, de Mario Monicelli
- 1966 : I due sergenti del generale Custer, de Giorgio Simonelli
- 1966 : 2+5 missione Hydra
- 1967 : Ballata per un pistolero d'Alfio Caltabiano
- 1968 : Comandamenti per un gangster
- 1968 : Testa di sbarco per otto implacabili
- 1968 : Roses rouges pour le Führer, de Fernando Di Leo
- 1968 : Une charogne est née, d'Alfonso Brescia
- 1969 : Sonora (Sartana non perdona), d'Alfonso Balcázar : Sartana
- 1969 : Cinq hommes armés, d'Italo Zingarelli
- 1969 : Cinque figli di cane, d'Alfio Caltabiano
- 1970 : On l'appelle Trinita, d'Enzo Barboni
- 1970 : Una spada per Brando, d'Alfio Caltabiano
- 1971 : On continue à l'appeler Trinita, d'Enzo Barboni
- 1971 : Riuscirà l'avvocato Franco Benenato a sconfiggere il suo acerrimo nemico il pretore Ciccio De Ingras?, de Mino Guerrini
- 1972 : Il s'appelle Amen (Così sia), d'Alfio Caltabiano
- 1972 : À qui le tour ?, de Gianfranco Parolini
- 1972 : Et maintenant, on l'appelle El Magnifico, d'Enzo Barboni
- 1973 : Metti... che ti rompo il muso, de Giuseppe Vari
- 1973 : La Fureur d'un flic (La mano spietata della legge), de Mario Gariazzo
- 1973 : Lo chiamavano Tresette... giocava sempre col morto, de Giuliano Carnimeo : Veleno
- 1973 : Mamma mia è arrivato così sia, d'Alfio Caltabiano
- 1974 : Tutti figli di Mammasantissima, d'Alfio Caltabiano
- 1974 : Il venditore di palloncini (it), de Mario Gariazzo
- 1974 : Ordine firmato in bianco, de Gianni Manera
- 1974 : Di Tresette ce n'è uno, tutti gli altri son nessuno, de Giuliano Carnimeo : Veleno
- 1975 : Simone e Matteo, un gioco da ragazzi, de Giuliano Carnimeo
- 1976 : Keoma, d'Enzo G. Castellari
- 1977 : California, de Michele Lupo